# اندیس گردنه
گردنه یک اندیس فلزی است که در حوالی شهر شهرکرد استان چهارمحال و بختیاری قرار دارد و مادهٔ معدنی موجود در آن، سرب و روی است.  